# Hickok Belt

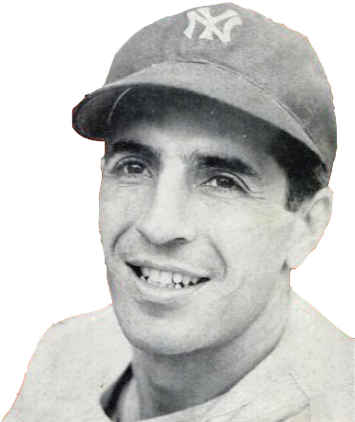
Phil Rizzuto, shortstop des New York Yankees et premier lauréat du Hickok Belt en 1950.

La Hickok Belt est le nom sous lequel on connaît généralement le Prix S. Rae Hickok de l'athlète professionnel de l'année (en anglais, S. Rae Hickok Professional Athlete of the Year award). Il s'agit d'un trophée décerné de 1950 à 1976 (27 ans) au meilleur athlète professionnel de l'année aux États-Unis. Il a été créé en l'honneur du fondateur de la Hickok Manufacturing Company de Rochester (New-York), qui fabriquait des ceintures, d'où le choix d'une ceinture comme trophée. Le joueur de baseball Sandy Koufax est le seul athlète à l'avoir remporté deux fois dans sa formule originale. 
Il a été recréé en 2012, le lauréat étant choisi parmi 12 athlètes sélectionnés au cours de l'année (1 chaque mois). 

## Lauréats (première série)
| Année | Lauréat           | Sport              |
| ----- | ----------------- | ------------------ |
| 1950  | Phil Rizzuto      | Baseball           |
| 1951  | Allie Reynolds    | Baseball           |
| 1952  | Rocky Marciano    | Boxe               |
| 1953  | Ben Hogan         | Golf               |
| 1954  | Willie Mays       | Baseball           |
| 1955  | Otto Graham       | Football américain |
| 1956  | Mickey Mantle     | Baseball           |
| 1957  | Carmen Basilio    | Boxe               |
| 1958  | Bob Turley (en)   | Baseball           |
| 1959  | Ingemar Johansson | Boxe               |
| 1960  | Arnold Palmer     | Golf               |
| 1961  | Roger Maris       | Baseball           |
| 1962  | Maury Wills       | Baseball           |
| 1963  | Sandy Koufax      | Baseball           |
| 1964  | Jim Brown         | Football           |
| 1965  | Sandy Koufax (2)  | Baseball           |
| 1966  | Frank Robinson    | Baseball           |
| 1967  | Carl Yastrzemski  | Baseball           |
| 1968  | Joe Namath        | Football           |
| 1969  | Tom Seaver        | Baseball           |
| 1970  | Brooks Robinson   | Baseball           |
| 1971  | Lee Trevino       | Golf               |
| 1972  | Steve Carlton     | Baseball           |
| 1973  | O. J. Simpson     | Football américain |
| 1974  | Muhammad Ali      | Boxe               |
| 1975  | Pete Rose         | Baseball           |
| 1976  | Ken Stabler       | Football américain |

## Référence
- (en) Cet article est partiellement ou en totalité issu de l’article de Wikipédia en anglais intitulé « Hickok Belt » (voir la liste des auteurs).